# Rogas modestus
Rogas modestus är en stekelart som först beskrevs av Baker 1917.  Rogas modestus ingår i släktet Rogas och familjen bracksteklar. Inga underarter finns listade i Catalogue of Life.